# Azijnzuuranhydride
Azijnzuuranhydride is een organische verbinding met de formule C4H6O3. Het is een derivaat van azijnzuur, dat door condensatie van twee azijnzuurmoleculen ontstaat. Hierbij wordt water uit twee carboxylgroepen geëlimineerd en aansluitend de beide overblijvende componenten met elkaar verbonden:
  + H2O

## Synthese
In het laboratorium kan azijnzuuranhydride door de reactie van een alkalimetaalzout van azijnzuur (zoals natriumacetaat) en acetylchloride, of met het Wackerproces worden gemaakt.

## Toepassing
Azijnzuuranhydride is het commercieel belangrijkste alifatische anhydride. Per jaar wordt rond een miljoen ton geproduceerd. Het wordt vooral ingezet voor de omzetting van alcoholen in acetaten. Ook wordt het veel ingezet voor de productie van celluloseacetaat en aspirine.
Bovendien is het mogelijk in azijnzuuranhydride watervrij te titreren. Vooral (zeer) zwakke basen kunnen in dit oplosmiddel getitreerd worden.
Azijnzuuranhydride wordt tevens gebruikt voor de productie van heroïne en voor het verduurzamen van naaldhout. Deze bewerking zorgt ervoor dat het hout in duurzaamheidsklasse 1 terechtkomt wat gelijkwaardig is met het meest duurzame tropische hout.